# Gabriel Gilly
Pour les articles homonymes, voir Gilly.
Gabriel Gilly (1918-2006) est un haut fonctionnaire français.

## Biographie
Fils posthume de Gabriel Gilly, avocat, et Germaine Gilly, Gabriel Jean Marie Charles Gilly naît le 3 octobre 1918 à Aimargues,. Après avoir fait ses classes au lycée Louis-le-Grand, il obtient un diplôme d'études supérieures à la Faculté des lettres de Paris,.
Il entre en 1942 au ministère de l'Intérieur comme rédacteur auxiliaire. Il est ensuite chef de cabinet adjoint du préfet délégué de la Vienne (1943), chef de cabinet du préfet de l'Hérault (1944), du préfet des Landes (1945), de la Loire-Inférieure (1946), du Pas-de-Calais. Il est ensuite secrétaire général de la préfecture du Puy-de-Dôme (1955), sous-préfet de l'arrondissement d'Oran (1958), secrétaire général de la préfecture du même département (1960), et conseiller technique au cabinet du ministre de l'Intérieur (1962).
Il devient en 1963 directeur du cabinet du préfet de la Seine, puis préfet de la Savoie. Il passe en 1968 préfet des Pyrénées-Atlantiques. En avril 1970, il obtient la fin de la grève de la faim de réfugiés basques espagnols fuyant le franquisme. En février 1971, il voit son bureau occupé par des délégués syndicaux de fonctionnaires mécontents. En 1973, il devient directeur général de l'administration et des services financiers au ministère de l'Agriculture.
En 1975, il est l'avant-dernier préfet du département de la Corse. Il est remplacé dès le mois d'août par Jean Riolacci, après avoir été suspendu (avec le sous-préfet Jacques Guérin) à la suite des violents événements d'Aléria,,,,. Il participe le même mois au procès d'Edmond Simeoni, qui l'accuse d'être un « assassin », et qu'il qualifie en retour d'« intellectuel séduit par la violence ». Il revendique la « responsabilité de tout ce qui s'est passé ».
Il est muté quelques mois après dans le Haut-Rhin. En juillet 1976, il témoigne au procès de Serge Cacciari devant la Cour de sûreté de l'État, où il plaide la « sagesse » plutôt que la « sévérité ». En février 1977, il convoque une commission régionale mixte de contrôle nucléaire.
Il est nommé préfet hors cadre en 1977, puis prend sa retraite en 1982. Il est encore professeur associé à la Faculté de droit d'Aix-en-Provence, et chargé d'études auprès de la chambre de commerce et d'industrie de Sète.

## Récompenses et distinctions

### Décorations
- Officier de la Légion d'honneur[23] (1970)[3]
- Commandeur de l'ordre du Mérite[23]
- Commandeur du Mérite agricole[23]
- Titulaire de la croix de la Valeur militaire[23]